# Thomas Hunt Morgan
Thomas Hunt Morgan (født 25. september 1866 i Lexington, Kentucky, død 5. december 1945 i Pasadena, Californien) var en amerikansk zoolog og genetiker. Han modtog Nobelprisen i medicin 1933 for sin opdagelse af gener og deres placering på kromosomer. 
Morgan blev dr.phil. ved Johns Hopkins University, var 1891-1904 professor i biologi ved Bryn Mawr College i Pennsylvania og 1904-1928 professor i eksperimentel zoologi ved Columbia University. 1929 blev han professor ved California Institute of Technology. Morgans største indsats var, at han med bananfluen som forsøgsobjekt formåede at klarlægge faktorkoplingens natur og lagde grunden til kromosomteorien som forklaring på kløvningsforeteelser, ifølge hvilken kromosomernes gener er bærere af arvemassen.
Blandt hans skrifter må fremhæves den sammen med Calvin Blackman Bridges og andre udgivne The mechanism of Mendelian heredity (2. oplag 1923), The physical basis of heredity (1919) og The theory of the gene (1926).
Morgan blev indvalgt i 1927 som udenlandsk medlem af Kungliga Vetenskapsakademien.
Også nogle af Thomas H. Morgans studenter har modtaget Nobelprisen, nemlig George Wells Beadle (1958), Edward B. Lewis (1995) og Hermann Joseph Muller (1946).